# Hanns Hubmann

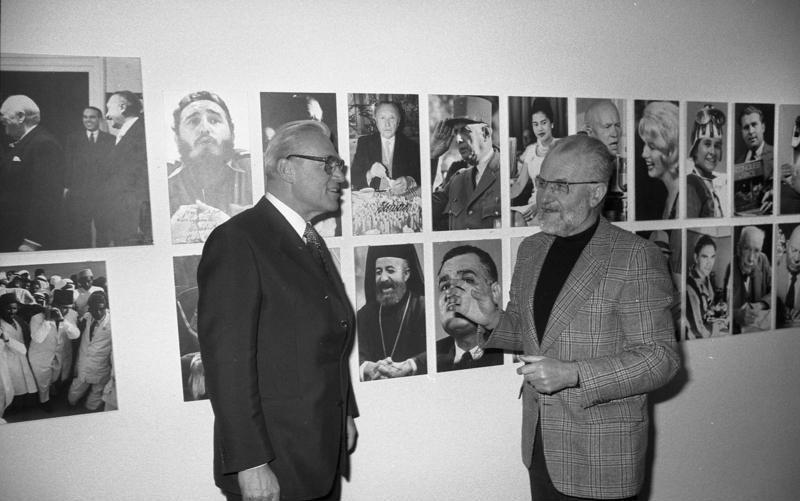
Hanns Hubmann (rechts) 1977 mit Franz Heubl

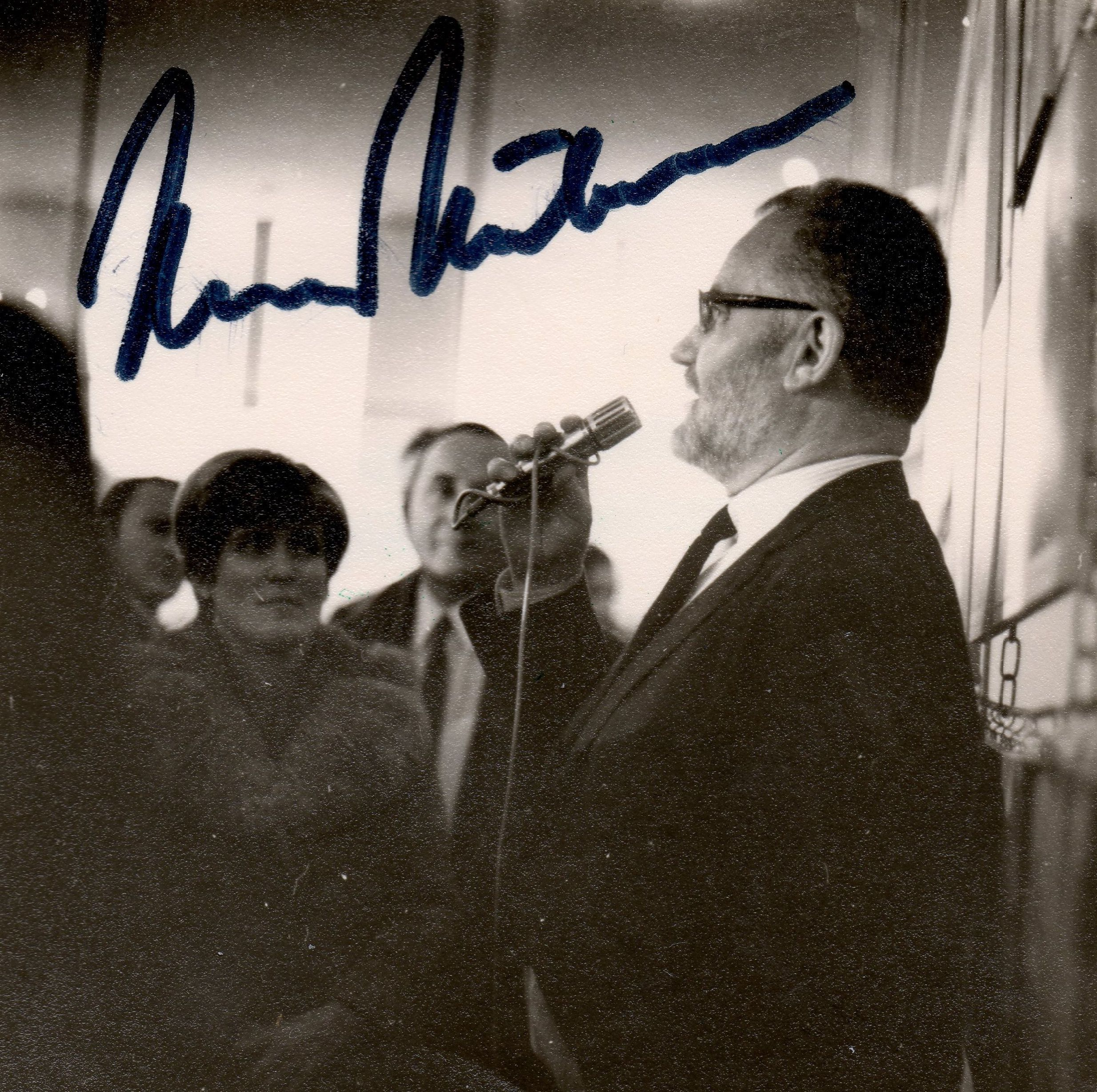
Hubmann bei einer Ausstellung Anfang 1969 mit eigenhändiger Unterschrift

Hanns Hubmann (* 21. Juni 1910 in Freden/Leine; † 8. Mai 1996 in Ulm) war ein deutscher Fotograf und Fotojournalist. Hubmann fotografierte überwiegend Ereignisse der Politik und des Sports. Von der Zeit des Nationalsozialismus bis in die späten Jahre der alten Bundesrepublik hat er die Mächtigen mit der Kamera begleitet – von Adolf Hitler bis zu Helmut Kohl.

## Leben
Hubmann studierte bis 1931 Ingenieurwesen mit dem Spezialfach Papiertechnologie an der Technischen Hochschule Darmstadt. Seine ersten Aufnahmen waren eine Sportreportage bei der Studentenolympiade 1930. Er gab das Ingenieurstudium auf, studierte ab 1931 Zeitungswissenschaft an der Universität München und ließ sich parallel dazu an der bayerischen Staatslehranstalt für Lichtbildwesen in München zum Fotografen ausbilden. Nebenbei war er vor allem für die Münchner Illustrierte tätig.

### Zeit des Nationalsozialismus
Ab 1935 war Hubmann für die Berliner Illustrirte Zeitung tätig. In diesen Jahren veröffentlichte er Fotoreportagen über den spanischen Faschisten Francisco Franco und den kubanischen Diktator Fulgencio Batista. Bei der 1938/1939 ebenfalls in hoher Auflage erscheinenden Zeitschrift Der Stern fotografierte er ausgedehnte Bildsequenzen zu filmischen Dreharbeiten, Sportveranstaltungen und Theateraufführungen.  Ab 1939 war er kurzfristig für die amerikanische Illustrierte Life tätig. Nach der Rückkehr nach Deutschland arbeitete er während des Krieges als Bildberichter für Propagandakompanien. Dabei leistete er den fotografischen Anteil etlicher Berichte über Konzentrationslager und Rüstungsbetriebe sowie kriegsverherrlichende Reportagen.  Viele seiner Aufnahmen wurden in der in verschiedenen Sprachen publizierten NS-Propagandaillustrierten Signal veröffentlicht.

### Nach 1945
Unmittelbar nach Kriegsende wurde Hubmann Cheffotograf der europäischen Ausgabe der amerikanischen Soldatenzeitschrift Stars & Stripes. 1948 war er Mitbegründer der Illustrierten Quick, von 1948 bis 1980 einer der wichtigsten Fotografen des Blattes. Er fotografierte Schauspieler wie Romy Schneider und Horst Buchholz ebenso wie den Staatsbesuch von Adenauer in der Sowjetunion 1955. Aber auch Fidel Castro oder Franz Josef Strauß im privaten Umfeld gehörten zu seinen Motiven.
1970 begleitete er Willy Brandt nach Erfurt und nach Warschau, 1980 als letzten Auftrag Helmut Kohl nach China.
1980 meinte Hubmann, er sei sein „ganzes Leben lang ein völlig unpolitischer Mensch“ gewesen und im gleichen Jahr erklärte der Journalist Raimund le Viseur in seinem Vorwort zu Hubmanns Erinnerungsschrift Augenzeuge: 1933–1945, dessen Verhalten im Zweiten Weltkrieg sei einwandfrei gewesen: „Er war dabei, aber er hat nicht ‚mitgemacht‘. Er war menschlich immer unantastbar.“

## Publikationen
- Hanns Hubmann (Hrsg.): Festschrift der Technischen Hochschule und der Studentenschaft Darmstadt anlässlich der IV. Internationalen Meisterschaften der Studenten : vom 1. bis 10. August 1930. Darmstadt 1930
- Arthur Steiner (Texte), Hanns Hubmann (Fotos): New York. Weltstadt des Westens. Hamburg 1959
- Heinz Schewe (Texte), Hanns Hubmann (Fotos): Moskau. Weltstadt des Ostens. Hamburg 1959
- Hanns Hubmann: Die letzten Cowboys. Reutlingen 1961
- Hanns Hubmann (Hrsg.): Foto-Expo. Dokumente aus 20 Jahren Zeitgeschehen. München 1968
- Franz Hugo Mösslang (Texte), Hanns Hubmann (Fotos): Gesehen und geschossen. München 1969
- Ruth Gassmann (Text), Hanns Hubmann (Fotos): Kinder, Helga für Eltern. Rosenheim 1970
- Walter Pause/Hanns Hubmann: Bergfoto heute. München 1971
- Hanns Hubmann: Garten der Träume. 23 naive Maler. München 1973
- Hanns Hubmann: Die stachlige Muse: 30 Karikaturisten. München 1974
- Hanns Hubmann: Augenzeuge: 1933–1945. München 1980
- Hanns Hubmann: Die Adenauer-Zeit 1949–1967. München 1983
- Hanns Hubmann: Die Hitler-Zeit 1933–1945. München 1984
- Hanns Hubmann: So fing es an: Erinnerungen und Bilder aus den Jahren 1945–49. Braunschweig 1988